# Óscar Álvarez González
Óscar Álvarez González (Oviedo, 1 de mayo de 1902 - ibídem, 11 de junio de 1972) fue un portero de fútbol español en el primer tercio del siglo XX que alcanzó gran relevancia a lo largo de su carrera, siendo el habitual suplente de Zamora en la selección española, jugando toda su vida deportiva en equipos ovetenses: Real Stadium Club Ovetense y Real Oviedo, tras la fusión del anterior con el Real Club Deportivo Oviedo en 1926. También fue entrenador de fútbol, desarrollando esta faceta en equipos asturianos de la Primera y Segunda División Nacional.
Comenzó a jugar de guardameta por casualidad sustituyendo a un compañero que jugaba de portero en un partido tras lesionarse y pronto demostraría unas grandes cualidades que le harían destacar y llamar la atención.
Sus partidos defendiendo la camiseta del Stadium le convirtieron en famoso a nivel regional, pero habrían de ser sus actuaciones en el Campeonato de España de regiones las que le permitiesen tener un reconocimiento mayor, de ámbito nacional. Tras eliminar a las selecciones vasca y catalana, el gran espaldarazo llegaría el 25 de febrero de 1923 cuando Asturias se proclamó campeona de España tras derrotar a Galicia por 3-1 en el campo vigués de Coya.
Fue uno de los principales promotores de la fusión entre Stadium y Deportivo y defendería la camiseta del Real Oviedo, actuando como capitán, desde el primer día de su existencia hasta que la Guerra Civil interrumpió las competiciones futbolísticas, tras recuperarse en 1930 de una fractura de clavícula que parecía iba a apartarle de la práctica del fútbol. Al final de la guerra fue encarcelado y posteriormente liberado por haberse posicionado claramente a favor de la república.
Como entrenador, dirigió al Racing de Ferrol en la temporada 1940-41, en Segunda División y al Real Oviedo en Primera División en la temporada 1941-42. En Categoría Nacional, también dirigió a otros equipos asturianos, todos en la Segunda División: Caudal Deportivo de Mieres entre 1951 y 1953, Real Avilés en la temporada 1954-55, de nuevo al Real Oviedo en la 1955-56 y finalmente al Círculo Popular de La Felguera en la 1957-58